# Dorfkirche Ermlitz

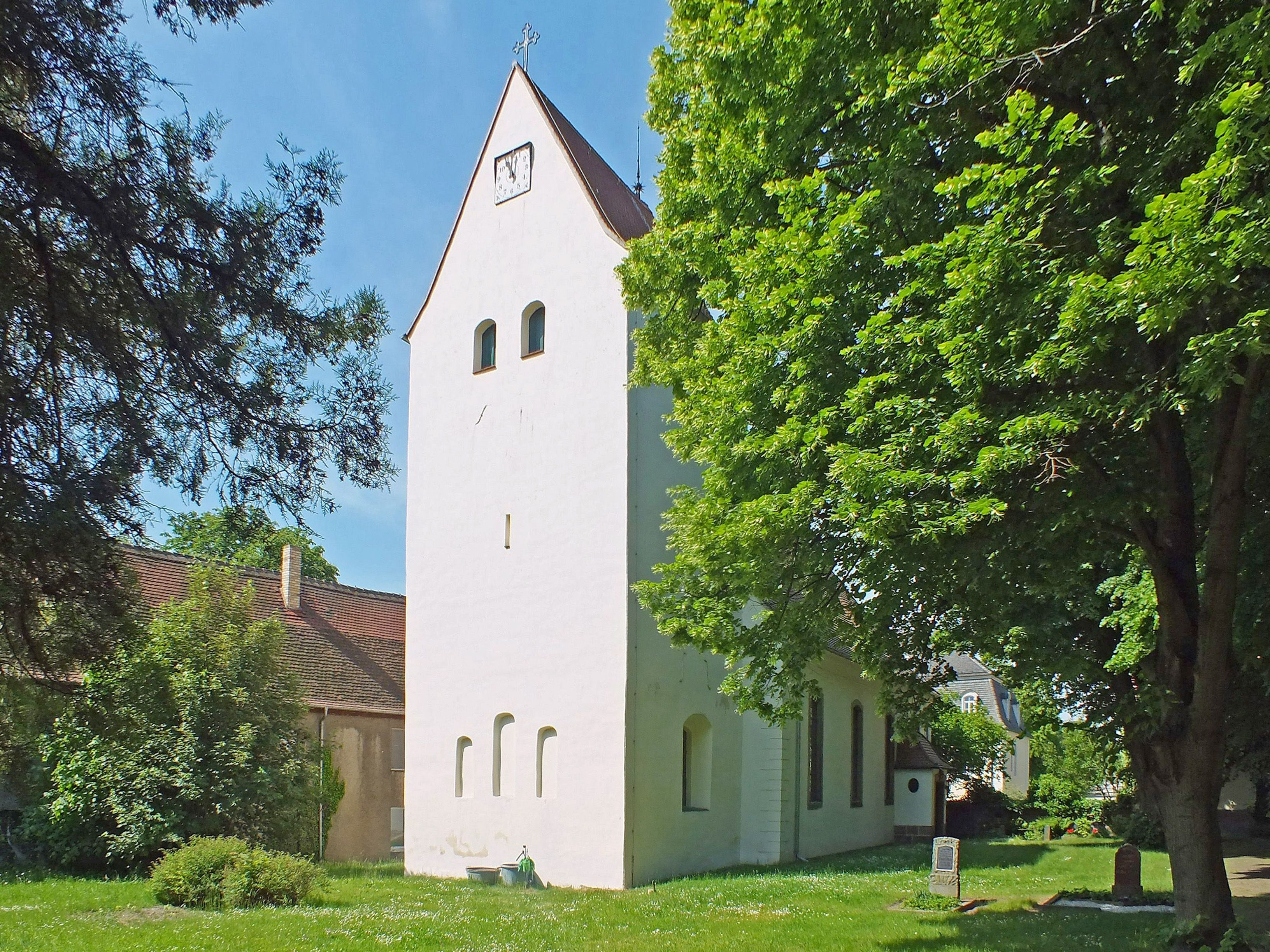
Dorfkirche in Ermlitz

Die Dorfkirche Ermlitz ist eine denkmalgeschützte Kirche des Ortsteiles Ermlitz der Gemeinde Schkopau in Sachsen-Anhalt. Im örtlichen Denkmalverzeichnis ist sie unter der Erfassungsnummer 094 20385 als Baudenkmal verzeichnet.

## Geschichte
Die Ersterbauung der Kirche wird für die Zeit der Spätromanik, speziell das 13. Jahrhundert, angenommen. Als unter Carl Hieronymus von Bose dem Älteren (1718–1797) nach der Mitte des 18. Jahrhunderts das Rittergut Ermlitz grundlegend umgestaltet wurde, ist anzunehmen, dass auch die Kirche in die Bautätigkeit einbezogen wurde, denn die Ausstattung der Kirche ist barock, und mit dem Patronat besaß der Grundherr auch die Kirchenbaulast.
Ein künstlerisch gestalteter Schlussstein am Tympanon des Nordeingangs mit der Inschrift „Erneuert im Kriegsjahr 1916“ deutet auf Bauarbeiten während des Ersten Weltkriegs hin.
Ab 1980 wurde die Kirche nicht mehr genutzt. Die zu Beginn des 19. Jahrhunderts erbaute Orgel wurde 1985 in die Kirche St. Nicolai et Antonii in Halle-Dölau umgesetzt und kehrte 2018 von dort in ihre ursprüngliche Kirche zurück.
Der Ermlitzer Kirche schien das Schicksal ihrer Nachbarkirche St. Jacobus in Oberthau vorbestimmt, die inzwischen eine Ruine ist. Nach der deutschen Wiedervereinigung 1990 konnte die Kirche Ermlitz aber saniert und gerettet werden.

## Architektur
Die Ermlitzer Kirche ist eine Chorturmkirche. Das Kirchenschiff misst etwa 18 × 10 m, und der im Osten vorgesetzte quadratische Turm hat eine Kantenlänge von 8 m. Die Kirche ist ein verputzter Bruchsteinbau mit einem Satteldach auf dem Turm und einem Walmdach mit Fledermausgauben auf dem Langhaus.
Der Hauptzugang mit einem Vorbau ist an der Nordseite, ein niedriger am Westgiebel und ein weiterer an der Südseite des Turmes. Der Kirchensaal besitzt Korbbogenfenster. Kleine Fenster am Turm sind unregelmäßig verteilt. Die Turmuhr hat Zifferblätter nach Osten und Westen.

## Ausstattung
Im Gegensatz zu den meisten Chorturmkirchen mit dem Altarraum im Turmbereich befindet sich in Ermlitz im Turm die Sakristei, und der Altar steht unmittelbar unter dem Triumphbogen. Es ist ein mit barocken Motiven geschmückter Kanzelaltar, flankiert von zwei Türen. Über dem Triumphbogen ist das Zeichen der Dreieinigkeit dargestellt, umgeben von einem Strahlenkranz und Engelsköpfen in Wolken.
Die dreiseitige Empore und der Triumphbogen sind grau gemustert und mit goldfarbenen Ornamenten verziert. Es sind zwei Epitaphien für Mitglieder der Familie von Bose vorhanden.

## Orgel
Der Bau der Orgel der Kirche Ermlitz wurde 1801 von Johann Gottlieb Mauer aus Leipzig begonnen und 1804 von Johann Gottfried Krug aus Merseburg fertiggestellt. Es handelt sich um eine einmanualige Bachorgel mit 11 Registern und einer mechanischen Traktur.
Die Orgel wurde 1985 aus der damals ungenutzten Kirche von der Orgelbaufirma Reinhard Hüfken aus Halberstadt in die Kirche St. Nicolai et Antonii nach Halle-Dölau umgesetzt und restauriert.
Im Jahr 2018 geschah etwas, was wohl großen Seltenheitswert hat: Die Kirchgemeinde kaufte ihre vor Jahren verkaufte Orgel zurück und holte sie heim. Die Rücksetzung der Orgel – also den Rückbau der Orgel in Dölau, den Transport und den Wiederaufbau zu voller Funktionstüchtigkeit in Ermlitz – realisierte wiederum die Orgelbaumeisterfirma R. Hüfken aus Halberstadt. Die Neugestaltung des Orgelprospekts verwirklichten die Restauratoren Regina und Mark Malinowski aus dem Harz. Die Farbgestaltung erfolgte passend zum Innenraum und in Anlehnung an die ursprüngliche historische Farbgebung.
Am 17. Juni 2018 wurde die Kirchenorgel neu geweiht. Verkauft worden war sie, um ihr das angedrohte Schicksal des Ortes zu ersparen (Ermlitz sollte wegen des geplanten Braunkohletagebaus von der Landkarte verschwinden). In der Kirche in Dölau hatte sie ein zweites Zuhause gefunden, und nach 33 Jahren kehrte das Instrument in sein altes Zuhause zurück. Ein Verdienst von Komponist und Organist Volker Bräutigam, der damals Dozent an der Hochschule für Kirchenmusik in Halle/Saale war und der anregte, die Orgel nach Dölau zu verkaufen und damit ihr Überleben zu sichern. Er gab auch den Anstoß zu ihrer Rückkehr.